# John W. Cox Jr.
John Wayne Cox Jr. (Hazel Green, Wisconsin; 10 de julio de 1947), es un político y abogado estadounidense que se desempeñó como miembro de la Cámara de Representantes de los Estados Unidos en representación del 16.º distrito congresional de Illinois.

## Primeros años
Nació en Hazel Green, Wisconsin. Asistió a la Universidad de Wisconsin-Platteville en Platteville, Wisconsin. Después de graduarse, se unió al Ejército de los Estados Unidos donde sirvió desde 1969 hasta 1970. Luego obtuvo su juris doctor en la escuela de Derecho John Marshall en Chicago. En 1976, Cox derrotó a Victor Sprengelmeyer, un candidato republicano, en la elección para servir como fiscal estatal del condado de Jo Daviess. Cumplió dos mandatos y volvió a la práctica privada.
Después de su mandato como fiscal del estado, se desempeñó como fiscal general auxiliar en el Departamento de Ayuda Pública de Illinois, instructor en Loras College y fiscal municipal de Galena, Illinois.

## Congreso de los Estados Unidos
Después del retiro de la titular republicana Lynn Morley Martin, se unió a la carrera para sucederla en el Congreso. Sorprendentemente, derrotó al republicano John Hallock, miembro de la Cámara de Representantes de Illinois por Rockford. Durante su mandato, se desempeñó en el Comité de Banca, Finanzas y Asuntos Urbanos y el Comité de Operaciones Gubernamentales.
Durante la redistribución de distritos de 1991, dirigida por los republicanos, el 16.º distrito agregó partes del condado de McHenry, firmemente republicano. El republicano Donald Manzullo derrotó a Cox en las elecciones del año siguiente. Manzullo ocupó el escaño hasta su derrota ante el también republicano, Adam Kinzinger, para la reelección en las primarias republicanas de 2012, después de la redistribución de distritos de 2011.